# Tsuyoshi Inukai
Tsuyoshi Inukai (犬養毅, Inukai Tsuyoshi), född 20 april 1855, död 15 maj 1932 (mördad), var en japansk politiker och Japans premiärminister 1931-1932. 
Inukai var redaktör för Hochi Shimbun i Tokyo fram till 1890, undervisningsminister 1898 och kommunikationsminister 1924-25. Han var en av Seiyukaiparitets ledare och blev statsminister i december 1931, men mördades under ett kuppförsök av militaristfanatiker som ville ge eftertryck åt kravet på en militantare politik mot Kina, och hans död betecknade slutet för demokratin i landet tills efter andra världskriget.